# Donji Trpuci
Donji Trpuci je naselje u sastavu Grada Zagreba. Nalazi se u gradskoj četvrti Brezovica.

## Stanovništvo
Prema popisu stanovništva iz 2001. godine, naselje je imalo 381 stanovnika te 113 obiteljskih kućanstava.

Prema popisu stanovništva 2011. godine naselje je imalo 428 stanovnika.
| broj stanovnika | 158   | 174   | 205   | 234   | 267   | 299   | 314   | 339   | 330   | 320   | 274   | 272   | 282   | 293   | 381   | 428   | 446   |
|                 | 1857. | 1869. | 1880. | 1890. | 1900. | 1910. | 1921. | 1931. | 1948. | 1953. | 1961. | 1971. | 1981. | 1991. | 2001. | 2011. | 2021. |